# Clarence Brown
Clarence Leon Brown (ur. 10 maja 1890 w Clinton, zm. 17 sierpnia 1987 w Santa Monica) – amerykański reżyser i producent filmowy. Pięciokrotnie nominowany do Oscara za reżyserię filmów Romans i Anna Christie (oba z 1930), Wolne dusze (1931), Komedia ludzka (1943), Wielka nagroda (1944) i Roczniak (1946).
Wielokrotnymi gwiazdami jego filmów były takie legendy kina, jak Greta Garbo, Joan Crawford, Barbara Stanwyck czy Clark Gable.

## Wybrana filmografia
- Ostatni Mohikanin (1920)
- Czarny orzeł(inne języki) (1925)
- Symfonia zmysłów (1926)
- Władczyni miłości (1928)
- Romans (1930)
- Anna Christie (1930)
- Natchnienie (1931)
- Kobiety bez przyszłości(inne języki) (1931)
- Wolne dusze (1931)
- Nocny lot (1933)
- Uwięzieni (1934)
- Anna Karenina (1935)
- Tylko raz kochała (1936)
- Żona czy sekretarka (1936)
- Pani Walewska (1937)
- W ludzkich sercach (1938)
- Idiot’s Delight (1939)
- Edison(inne języki) (1940)
- Bądź ze mną(inne języki) (1943)
- Komedia ludzka (1943; inny polski tytuł Śmierć nie omija Itaki)
- Wielka nagroda (1944)
- Roczniak (1946)
- Miłosna piosenka(inne języki) (1947)
- Tajemniczy ogród (1949)
- Uszczęśliwić kobietę (1950)
- Podróż ku Nowemu Światu (1952)